# Jérôme Gapangwa
Jérôme Gapangwa Nteziryayo (ur. 1 stycznia 1942 w Kalongi) – duchowny rzymskokatolicki z Demokratycznej Republiki Konga, w latach 1985-2002 biskup Uvira.

## Życiorys
Święcenia kapłańskie przyjął 20 sierpnia 1972. 1 lipca 1985 został prekonizowany biskupem Uvira. Sakrę biskupią otrzymał 20 października 1985. 10 czerwca 2002 zrezygnował z urzędu.